# The Mists of Avalon (filme)
The Mists of Avalon é um filme estadunidense-tcheco-alemão de 2001 feito especialmente para a televisão, dirigido por Uli Edel e com roteiro baseado em The Mists of Avalon, de Marion Zimmer Bradley.
O filme foi exibido no formato de minissérie pelo canal TNT e as locações ocorreram em Praga, capital da Chéquia .

## Sinopse
O filme narra a história de Rei Artur (Edward Atterton) sob a perspectiva de Morgana (Julianna Margulies), uma sacerdotisa da lendária ilha de Avalon, onde nasceu a religião da Deusa mãe. Os saxões varriam a Bretanha matando igualmente cristãos e seguidores da Deusa mãe. Se um grande líder não unisse cristãos e pagãos, a região estaria condenada ao barbarismo e Avalon ao desaparecimento.

## Elenco
- Anjelica Huston.... Viviane
- Julianna Margulies.... Morgana
- Joan Allen.... Morgause
- Samantha Mathis.... Guinevere
- Caroline Goodall.... Igraine
- Edward Atterton.... Rei Artur
- Michael Vartan.... Lancelot
- Michael Byrne.... Merlin
- Hans Matheson.... Mordred
- Mark Lewis Jones.... Uther
- Clive Russell.... Gorlois

## Principais prêmios e indicações
- Globo de Ouro 2002 (EUA)
  - Indicado na categoria de melhor atriz - filme para TV / minissérie (Julianna Margulies).
- Prêmio Emmy 2002 (EUA)
  - Venceu na categoria de melhor maquiagem.
  - Indicado nas categorias de melhor minissérie, melhor atriz - filme para TV / minissérie (Joan Allen e Anjelica Huston), melhor trilha sonora, melhor corte de cabelo, melhor fotografia e melhor direção de arte.